# Иоанн I (папа римский)
Иоанн I (лат. Johannes PP. I; ? Сиена — 18 мая 526, Равенна) — папа римский с 13 августа 523 года по 18 мая 526 года. Святой, почитается в Католической церкви как жертва Христова, память отмечается 18 мая.

## Биография
Иоанн был родом из Сиены (или Кастелло-ди-Серена, рядом Кьюздино) в Италии. Он был первым папой, который посетил Константинополь с посольством.
Будучи диаконом в Риме, Иоанн, насколько известно, был сторонником Лаврентия. В 506 году он признал свои ошибки, осудил Петра Алтинского и Лаврентия и попросил прощения у папы Симмаха. Скорее всего именно он подразумевался под неким "диаконом Иоанном", подписавшим среди прочих acta (решения) римского синода 499 и 502 годов. Возможно, Иоанн скрывался и за именем "Диакона Иоанна", которому Боэций, философ VI века, посвятил три из своих пяти религиозных трактатов или трактаты, написанные между 512 и 520 годами.

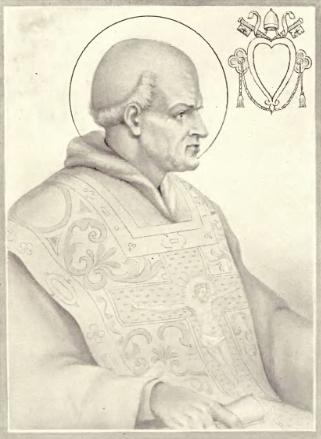
Папа Иоанн I

Иоанн был очень слаб здоровьем, когда он был избран на папский престол в качестве Папы Римского Иоанна I. После издания византийским императором эдикта о преследовании людей, исповедующих арианство, был отправлен (против его воли) Теодорихом Великим послом к византийскому императору Юстину, чтобы добиться отмены или смягчения мер против еретиков. Король Теодорих пригрозил, что если Иоанн не выполнит свою миссию, то станут вероятны репрессии против не-ариан на Западе. Иоанн отправился в Константинополь со значительной свитой. Среди его сподвижников были епископ Екклесий из Равенны, епископ Евсевий из Фано и Сабин из Кампании, а также светские деятели - сенаторы Флавий Феодор, Флавий Инпортун Юниор, Агапит и патриций Агапит.
Иоанн не мог и вряд ли желал удачно выполнить порученную королём миссию. По возвращении он был заключён в тюрьму в Равенне по подозрению в заговоре с императором Юстином. В тюрьме Иоанн и умер от безнадзорности и жестокого обращения. Его тело было перевезено в Рим и захоронено в базилике Святого Петра.

## Канонизация
Позже Иоанн I был канонизован как мученик за веру. В искусстве его обычно изображали глядящим сквозь прутья решетки или в тюрьме с диаконом и иподиаконом. Он почитается в Равенне и Тоскане. Его праздник — 18 мая, в годовщину дня его смерти.